# África Occidental
África Occidental, o África del Oeste, es una de las veintidós subregiones en que la ONU divide el mundo. Está compuesta por diecisiete países: Benín, Burkina Faso, Cabo Verde, Costa de Marfil, Gambia, Ghana, Guinea, Guinea-Bisáu, Liberia, Malí, Mauritania, Níger, Nigeria, Senegal, Sierra Leona, Togo. Además incluye la isla de Santa Elena.
Esta subregión limita al norte con África del Norte, al este con África Central y al sur y oeste con el océano Atlántico.
Sus países son miembros de la Comunidad Económica de Estados de África Occidental.

## Antecedentes
África Occidental es un área situada al oeste de un eje norte-sur imaginario ubicado cerca del meridiano 10 este. El océano Atlántico forma las fronteras oeste y sur de la región. La frontera norte es el desierto del Sáhara, siendo el Cinturón Ranishanu generalmente considerado como la parte más al norte de la región. La frontera este es menos precisa, situándola algunos en depresión de Benue, y otros en una línea que va desde el monte Camerún hasta el lago Chad.
Las fronteras coloniales se reflejan en los límites modernos entre las naciones contemporáneas de África Occidental, que cortan a través de grupos culturales y étnicos, dividiendo a menudo un solo grupo étnico en dos o más países.
Los habitantes de África Occidental solo hablan lenguas diferentes de las bantú, a diferencia de la mayoría de África del Sur y Central.

## Geografía y clima

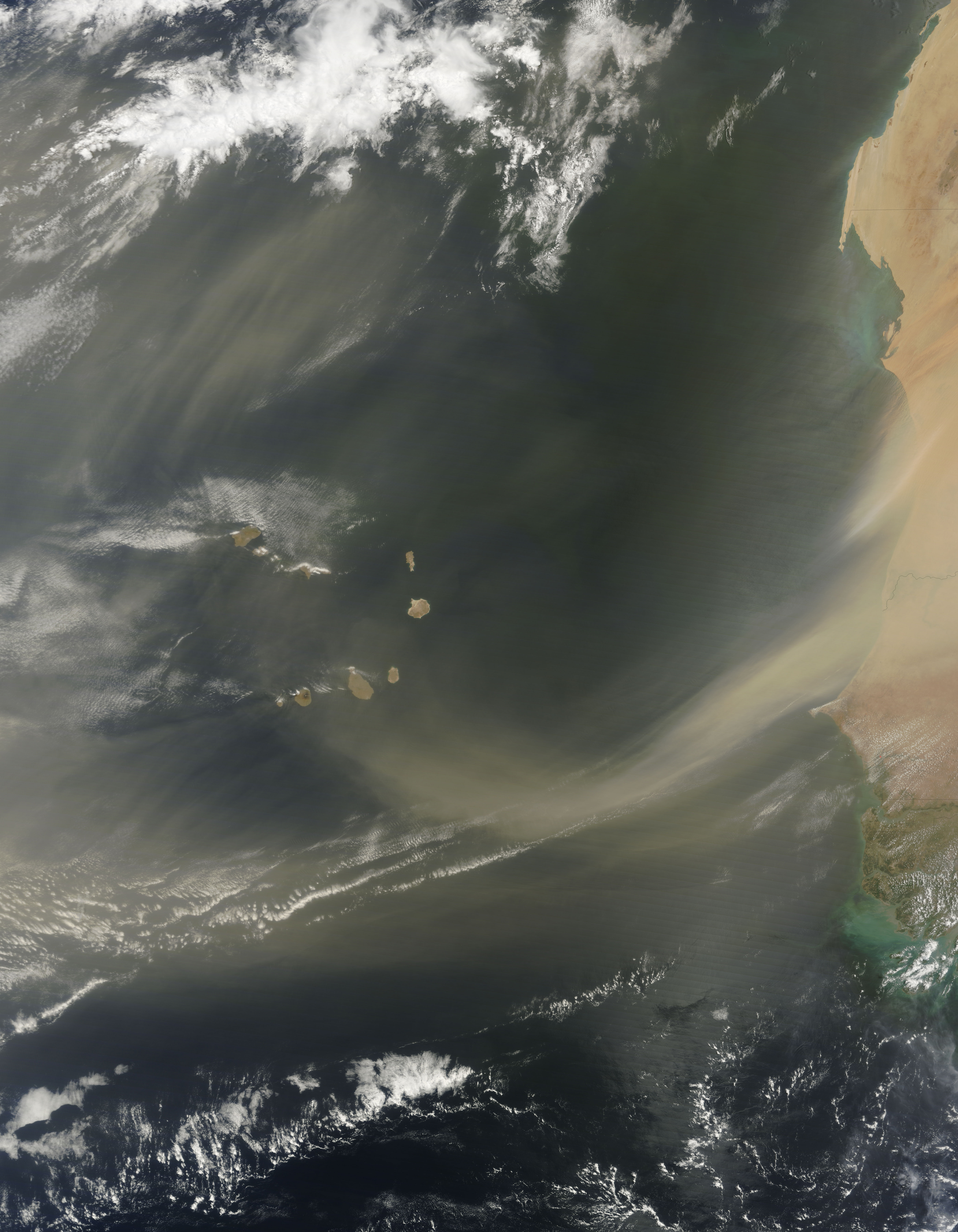
Penachos de arena en África Occidental.

Las naciones que conforman el África occidental.

África Occidental, si se incluyen las partes occidentales del Magreb (Sahara Occidental, Marruecos, Argelia y Túnez), ocupa un área superior a los 6 400 000 km², aproximadamente un quinto de África. La mayor parte de esta tierra está formada por llanuras a menos de 300 metros sobre el nivel del mar, si bien existen puntos altos aislados en diferentes países a lo largo de la línea sur de la región.
La parte norte de África Occidental está formada por un terreno semiárido denominado Sahel, una zona de transición entre el Sáhara y las sabanas de los bosques de la región de Sudán, que forman un tercer cinturón entre las sabanas y la costa sur, con entre 160 km y 240 km de ancho.

## Historia

África Occidental hacia 1625.

Mapa de 1914 donde se muestra el reparto de África, realizado por las potencias europeas colonizadoras, acelerado tras la Conferencia de Berlín de 1885.Casi toda África Occidental se convirtió en una colonia de Francia.

África occidental es una de las primeras regiones del planeta donde se inició el cultivo autóctono de ciertas plantas, por lo que el inicio de las culturas neolíticas en la región se sitúa hacia el 5000 a. C. (casi dos milenios después de la fecha estimada para el Valle del Nilo). La cultura Nok es una de las principales culturas prehistóricas de África Occidental. Lo sucedido posteriormente durante el periodo protohistórico en África Occidental tendría una influencia decisiva en la configuración demográfica, histórica y cultural del África subsahariana, ya que la expansión bantú que se dio en la mayor parte de África se originó a partir de los desarrollos históricos de África Occidental. Durante la Edad Media europea en África Occidental existieron diversos estados centralizados e imperios, algunos de los cuales mantuvieron activas relaciones comerciales sobre todo con el mundo musulmán. Entre los estados más destacables de este período en África Occidental están el Imperio de Ghana (VIIIXI), el Imperio de Malí (siglo XIII-XVII), el Imperio wólof (siglo XIV-XVI) y el Imperio songhay (siglo XIV-XVI).

## Cultura
A pesar de la gran variedad de culturas de África Occidental, desde Nigeria a Senegal, existen en general similitudes en la forma de vestir, en la gastronomía, en la música y en la cultura que no son compartidas con otros grupos fuera de esta región geográfica.

### Ocio
El juego oware es muy popular en diferentes partes de África Occidental. El fútbol también es un pasatiempo habitual, ya sea practicándolo o como espectáculo. Los equipos nacionales de algunos países de África Occidental, especialmente los de Nigeria, Ghana y Costa de Marfil, suelen clasificarse de modo regular para disputar la Copa Mundial de Fútbol.

### Música
Mbalax, highlife, fuji y afrobeat son géneros musicales modernos con muchos oyentes en la región.

## Religión

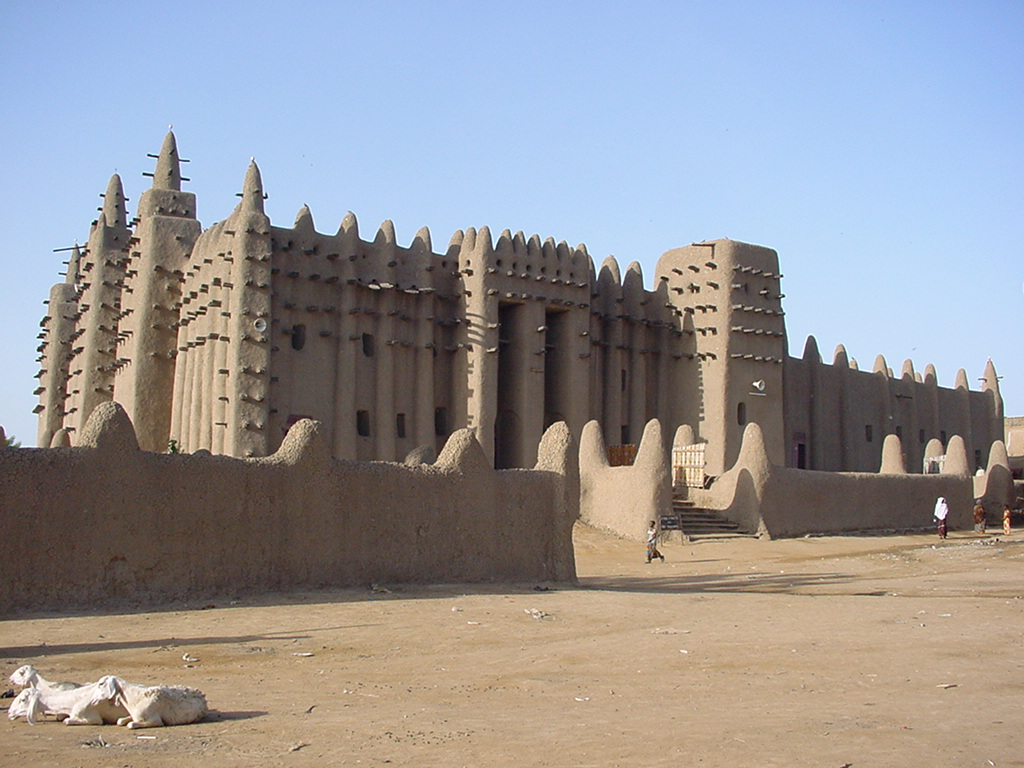
La Gran Mezquita de Djenné.

El islam es la religión predominante históricamente en el interior de África Occidental y en la costa oeste del continente. El cristianismo es la religión predominante en las partes central y sur de Nigeria, y las regiones costeras de Ghana. Existen elementos de religiones indígenas que son practicados en diferentes zonas de la región.
Junto a las migraciones históricas, estas religiones han unido culturalmente a los pueblos de África Occidental más que en otras zonas del África negra.

## Organizaciones regionales
La Comunidad Económica de Estados de África Occidental (ECOWAS), fundada por el Tratado de Lagos de 1975, es una organización de estados de África Occidental que tiene por objetivo promover la economía de la región. La Unión Monetaria de África Occidental (o UEMOA de su nombre en francés, Union économique et monétaire ouest-africaine) está limitada a ocho países, mayoritariamente francófonos, que emplean el Franco CFA como moneda común. La Autoridad de Liptako-Gourma de Malí, Níger y Burkina Faso busca desarrollar conjuntamente las áreas contiguas de los tres países.